# Пихлер, Габриэла
Габриэла Пихлер (швед. Gabriela Pichler; род. 11 марта 1980 года, Худдинге) — шведский кинорежиссёр и сценарист.

## Биография
Габриэла Пихлер родилась 11 марта 1980 года в Худдинге. Её родители — эмигранты: мать, боснийка, работала горничной; отец, австриец, работал строителем и дальнобойщиком.
Габриэла окончила в Академию кино в Гётеборге и Эландскую школу документального кино.

## Карьера
Начала карьеру в киноиндустрии в 2004 году. Ещё во время учёбы в академии сняла два короткометражных фильма — «Когда-нибудь» (2004) и «Леда» (2007). В 2007 году также стала продюсером фильма «Июнь».
В 2008 году сняла дипломный короткометражный фильм «Царапины», за который получила премию «Золотой жук 2010» в категории «Лучший короткометражный фильм».
В 2012 году вышел дебютный полнометражный фильм Пихлер «Ешь, спи, умри», который принёс ей две премии «Золотой жук 2013» в категориях «Лучший режиссёр» и «Лучший сценарий», премию Венецианского кинофестиваля, номинацию на «Премию Европейской киноакадемии» и ряд других.
В 2014 году состоялся театральный дебют Пихлер — она стала одним из режиссёров спектакля «Красная карточка», премьера которого прошла в «Театре Бака» в Гётеборге, а затем — в Стокгольмском городском театре.
В 2018 году вышел второй её полнометражный фильм — «Любители», который получил премию «Гётеборгского кинофестиваля» и две номинации на «Золотой жук» в категориях «Лучший режиссёр» и «Лучший сценарий».

## Фильмография
| Год  | Фильм                                     | Режиссёр | Сценарист | Продюсер |
| ---- | ----------------------------------------- | -------- | --------- | -------- |
| 2004 | Когда-нибудь / Nångång (короткометражный) | Да       | Нет       | Нет      |
| 2007 | Леда / Leda (короткометражный)            | Да       | Да        | Нет      |
| 2007 | Июнь / Juni                               | Нет      | Нет       | Да       |
| 2008 | Царапины / Skrapsår (короткометражный)    | Да       | Да        | Нет      |
| 2012 | Ешь, спи, умри / Äta sova dö              | Да       | Да        | Нет      |
| 2012 | Doxwise Norden (короткометражный)         | Да       | Нет       | Нет      |
| 2018 | Любители / Amatörer                       | Да       | Да        | Нет      |